# Wonder 3
Wonder 3 (ワンダー3?, Wandā Surī) è un manga di Osamu Tezuka, da cui ha avuto origine una serie anime. La serie è composta da 52 episodi in bianco e nero, trasmessi tra il 1965 e il 1966. Essa narra le avventure di tre agenti spaziali inviati sulla Terra per valutare se il pianeta rappresenti una minaccia per l'universo e, eventualmente, decidere la sua distruzione. Gli agenti, Capitan Bøkko, Nokko e Pukko, appaiono inizialmente come umanoidi, ma al loro arrivo sulla Terra assumono le sembianze di un coniglio, un cavallo e una papera, animali che erano stati precedentemente catturati come campioni di vita terrestre.
Durante la loro permanenza sul pianeta, i protagonisti viaggiano a bordo di un veicolo chiamato Big Whee, che ha la forma di un pneumatico e può raggiungere elevate velocità. Questo veicolo è in grado di muoversi su terra e acqua e, con opportuni adattamenti, anche nell'aria.
La storia del manga è stata pubblicata in formato cartaceo nel 1965 e successivamente adattata in una serie televisiva animata che presenta trame differenti rispetto all'opera originale. Mentre il manga include una varietà di avventure e interazioni con altri personaggi, l'anime si concentra su eventi distinti che non sono presenti nel manga.

## Trama
Durante l'episodio finale, si comprende che la Terra non ha più speranza e deve quindi essere distrutta. Sebbene Pukko sia decisamente favorevole a questa conclusione, Bøkko cerca di rimandare la decisione il più a lungo possibile. Alla fine, decide di disobbedire agli ordini del consiglio. Tuttavia, prima che Bøkko prenda questa decisione, Shinichi teme che i suoi amici possano obbedire all'ordine del consiglio e corre da Koichi per chiedere a Phoenix di intervenire.
Nonostante decine di agenti Phoenix stiano combattendo l'Amazing 3 (A3) nella loro navicella spaziale, non riescono a distruggerla e Shinichi fa appello a Bøkko, Nokko e Pukko affinché lo riportino sul suo pianeta natale per risolvere la questione della Terra. Durante il viaggio, Bøkko, Nokko e Pukko tornano alle loro forme umanoidi per la prima volta, con grande sorpresa di Shinichi, che non aveva mai visto il loro aspetto autentico prima (probabilmente li aveva visti anche attraverso la finestrella del proprio UFO nel primo episodio, ma nell'episodio è suggerito che potesse vedere solo le loro sagome).
Shinichi è particolarmente colpito dalla bellezza di Bøkko nella sua forma attuale. Gli A3 vengono presentati al consiglio galattico con l'accusa di disobbedire agli ordini, ma a Shinichi viene data l'opportunità di perorare il caso della Terra e il consiglio intergalattico gli offre la possibilità di soggiornare sul loro pianeta con tutti i diritti e i privilegi degli altri cittadini. In seguito, Shinichi si arrabbia e attacca una guardia, dimostrando così la natura intrinsecamente violenta dell'essere umano.
L'ordine viene dato definitivamente: spazzare via i ricordi di Shinichi. Tuttavia, prima che questo possa essere fatto, Bøkko supplica di essere rilasciato e chiede più tempo per la Terra affinché possa evolversi in modo più positivo. Alla fine, il consiglio decide di far tornare gli A3 sulla Terra e di riesaminare la questione quando Shinichi avrà raggiunto l'età adulta.
Al loro ritorno sulla Terra, Pukko si vergogna del suo atteggiamento assunto precedentemente verso gli esseri umani; Shinichi si riunisce con Koichi e Bøkko viene trasformata da Nokko e Pukko in una ragazza terrestre, in modo che possa avere la possibilità di rimanere con Shinichi come la ragazza umana che desidera davvero essere (sebbene solo per un breve periodo). L'ultima scena della serie mostra Bøkko ormai umana mentre cammina verso la casa di Shinichi per andarlo a trovare.

## Personaggi
- Bøkko: è una ragazza carina e il cervello del gruppo. Possiede poteri ipnotici, ha un udito estremamente sensibile e può controllare il funzionamento interno delle macchine semplicemente premendo le orecchie contro di esse. Non vede la necessità di distruggere l'intero pianeta a causa delle azioni di alcuni individui malvagi. Nonostante la differenza di età, è innamorata di Shinichi. Il suo desiderio più profondo è quello di essere una normale ragazza della Terra, in modo da poter rimanere sempre insieme a Shinichi.
- Nokko: è in grado di creare invenzioni incredibilmente in fretta ed è estremamente veloce e forte nella sua forma di cavallo. Dato il suo amore per il cibo, preferirebbe che la Terra non venisse distrutta. Ha una fidanzata di nome Felina, che è anche un membro del Galactic Patrol e appare una volta nella serie, quando viene mandata sulla Terra in missione e assume la forma di un gatto.
- Pukko: è un musone con occasionalmente un cuore d'oro, capace di generare onde d'urto con le sue ali ed è anche un chitarrista piuttosto abile. Nonostante il suo aspetto di anatra, è molto forte. Tuttavia, è il membro degli A3 più favorevole all'idea di distruggere la Terra, il che lo porta a entrare in conflitto con Bøkko; critica anche i suoi sentimenti nei confronti di Shinichi (è implicito in alcune occasioni che egli nutra forti sentimenti per Bøkko). Pukko ha un taglio di capelli che somiglia a quello dei Beatles o a quello di Moe Howard dei The Three Stooges; probabilmente aggiunto da Tezuka a causa dell'enorme popolarità dei Beatles in Giappone al tempo.

Bøkko, Nokko e Pukko hanno tutti e tre una notevole dimestichezza con la lingua giapponese (apparentemente anche con l'inglese) e possono inoltre comunicare con altri animali. Possiedono anche una pistola per l'inversione del tempo, che può essere utilizzata per invertire il flusso temporale in una piccola area.
- Shinichi è un ragazzo terrestre, il cui nome è ispirato all'amico di lunga data di Tezuka, il noto scrittore di fantascienza Shinichi Hoshi. Nel corso della serie, diventa il loro alleato ed è l'unica persona a conoscere la loro vera identità. La ragazza di Shinichi, Kanoko, è una figura prominente nel manga, ma è assente nell'anime; ciò potrebbe essere dovuto al fatto che la sua presenza avrebbe potuto sminuire il piano di Tezuka per il finale della serie.
- Koichi Hoshi, il fratello maggiore di Shinichi, è un agente segreto che lavora per un'organizzazione chiamata Phoenix, il cui simbolo è l'immagine di un mangaka. Il suo principale avversario è Interspy, ma si confronta anche con altri nemici. Sebbene a volte utilizzi pistole, si affida principalmente alle arti marziali. Ha a disposizione un orologio che contiene un piccolo martello, una catena, un radar e una torcia che può essere impiegata come fascio di luce in grado di accecare gli avversari. La sua pipa emette invece un gas fumogeno utile per nascondersi. All'interno di Phoenix, è conosciuto come Agente P77. Koichi ha deciso di unirsi a Phoenix per vendicare la morte di un amico, l'Agente P77, ucciso da Interspy. La politica di Phoenix prevede di evitare la violenza quando possibile, ma riconosce che a volte essa è inevitabile.

Altri tre personaggi che compaiono regolarmente sia nel manga che nell'anime sono i genitori di Shinichi e Koichi, i quali gestiscono un piccolo hotel. La madre è una donna robusta, mentre il padre è fortemente influenzato dalla figura materna. Un altro personaggio secondario significativo è il misterioso M, capo di Phoenix e fonte degli ordini ricevuti da Koichi; della sua figura si riesce a scorgere solo la parte posteriore della testa.